# Коваль Іван Іванович (військовик)
Іва́н Ів́анович Коваль — учасник Афганської війни 1979—1989 років.
Проживає в місті Київ, голова Київської обласної організації Спілка ветеранів Афганістану (воїнів-інтернаціоналістів).

## Нагороди та відзнаки
- орден «За заслуги» III ступеня (13.2.2015)
- Відзнака Президента України — ювілейна медаль «25 років незалежності України» (19 серпня 2016) — за значні особисті заслуги у становленні незалежної України, утвердженні її суверенітету та зміцненні міжнародного авторитету, вагомий внесок у державне будівництво, соціально-економічний, культурно-освітній розвиток, активну громадсько-політичну діяльність, сумлінне та бездоганне служіння Українському народу[1]